# Блент, Вильфрид Скауэн
Вильфрид Скауэн Блент (англ. Wilfrid Scawen Blunt; 17 августа 1840, Петворт, Сассекс, Англия — 10 сентября 1922) — английский поэт, писатель
, политик, полемист, заводчик арабских чистокровных лошадей.

## Биография
Родился в семье католиков. Двоюродный брат лорда Альфреда Дугласа. Получил образование в Twyford School. В 1858—1869 годах — на дипломатической службе.
Женился на баронессе Энн Блант, дочери Графа Лавлейса в сопровождении которой посетил Восток, изучив преимущественно долину Евфрата и Аравию.
Страстный проповедник национального освобождения народов Востока. Был также сторонником независимости Ирландии. Не только пропагандировал национальное освобождение, но и сам принимал в нём активное участие.
Упорно замалчиваемый английскими историками литературы, запечатлел в своей поэме «Ветер и вихрь» (Wind and Wirlwind) борьбу Египта за независимость и захват его Англией. Его сатира «Прощенный Сатана» (Satan Absolved) направлена против капиталистического мира и по едкости и остроте насмешки приближается к «Бронзовому веку» и «Дон-Жуану» Байрона. Мотивы социальной лирики Блента родственны Байрону и Шелли, но в его эротической лирике много аналогичного придворной поэзии времен реставрации Стюартов. Оставленные им «Мемуары» и «Тайная история оккупации Египта» (Secret History of the
British Occupation of Egypt) — яркая страница в истории английского империализма. Блент во многом напоминает Байрона: как и тот, он долго путешествовал по восточным странам, тяготел к их «неиспорченному» цивилизацией быту.
Вместе с женой леди Энн Блант много путешествовал по Ближнему Востоку и сыграл важную роль в сохранении родословных арабских лошадей на своей ферме Crabbet Arabian Stud. Наиболее известен своими стихами, появившимися в сборнике в 1914 году, а также политическим очеркам и полемике. Кроме того, стал известен своими резко антиимпериалистическими взглядами, которые всё ещё были редкостью в то время.
Благодаря упорной борьбе Блента с английским империализмом творчество его упорно бойкотируется буржуазной критикой.

## Избранные произведения
- Sonnets and Songs. By Proteus. John Murray, 1875
- Aubrey de Vere (ed.): Proteus and Amadeus: A Correspondence Kegan Paul, 1878
- The Love Sonnets of Proteus. Kegan Paul, 1881
- The Future of Islam Kegan Paul, Trench, London 1882
- Esther (1892)
- Griselda Kegan Paul, Trench, Trübner, 1893
- The Quatrains of Youth, 1898
- Satan Absolved: A Victorian Mystery. J. Lane, London 1899
- Seven Golden Odes of Pagan Arabia, 1903
- Atrocities of Justice under the English Rule in Egypt T. F. Unwin, London, 1907
- Secret History of the English Occupation of Egypt Knopf, 1907
- India under Ripon; A Private Diary[23] T. Fisher Unwin, London 1909
- Gordon at Khartoum. S. Swift, London 1911
- The Land War in Ireland. S. Swift, London 1912
- The Poetical Works. 2 vols. . Macmillan, London 1914
- My Diaries: Being a Personal Narrative of Events, 1888—1914. Secker, London 1919—1921; 2 vols. Knopf, New York 1921
- Poems. Knopf, New York 1923; Macmillan, London 1923.